# Balmerova serija
Balmerova serija u atomskoj fizici, predstavlja jednu od emisionih spektralnih linija vodika, koja nastaje skokom elektrona iz viših kvantnih energetskih razina u niže kvantne energetske razine. Balmerovu seriju se može izračunati s Balmerovom formulom, a to je empirijska formula koju je otkrio Johann Balmer 1885.
Vidljivi dio spektra vodika pokazuje četiri valne duljine: 410 nm, 434 nm, 486 nm i 656 nm, i predstavljaju emisiju fotona, koja nastaje skokom elektrona s više energetske razine na energetsku razinu 2. Jedan dio Balmerove serije je u ultraljubičastom dijelu spektra, jer je valna duljina manja od 400 nm.

## Pregled
Balmerova serija predstavlja prijelaz elektrona s n ≥ 3 na n = 2, gdje je n broj energetske razine. Prvi prijelaz s 3=>2 predstavlja H-alfa, 4=>2 predstavlja H-beta, 5=>2 predstavlja H-gama, 6=>2 predstavlja H-delta itd.
| Prijelaz n {\displaystyle n} | 3→2    | 4→2   | 5→2   | 6→2        | 7→2               | 8→2               | 9→2               | {\displaystyle \infty }→2 |
| Naziv                        | H-α    | H-β   | H-γ   | H-δ        | H-ε               | H-ζ               | H-η               |                           |
| Valna duljina (nm)           | 656,3  | 486,1 | 434,1 | 410,2      | 397,0             | 388,9             | 383,5             | 364,6                     |
| Boja                         | Crvena | Cijan | Plava | Ljubičasta | (Ultraljubičasta) | (Ultraljubičasta) | (Ultraljubičasta) | (Ultraljubičasta)         |

Balmerova jednadžba je pomogla stvaranju Rydbergove formule, za cijeli spektar vodika, koja je omogućila pronalazak Lymanove serije, Paschenove serije i Brackettove serije, koje se nalaze izvan vidljivog dijela spektra. 
Poznata crvena H-alfa spektralna linija plinovitog vodika, koja predstavlja prijalaz Balmerove serije s energetske razine n = 3 na n = 2, je jedna od najupadljivijih boja u svemiru. Ona doprinosi emisionom spektru ionizirajućih maglica, kao što je Orionova maglica. 
Kasnije je otkriveno, kada su vodikove spektralne linije ispitane s vrlo visokom rezolucijom, da svaka linija ima svoj duplikat. To razdvajanje se naziva fina struktura. 

## Balmerova formula
Balmerova formula se može iskoristiti za proračun apsorbcionih i emisionih spektralnih linija atoma vodika:
{\displaystyle \lambda \ =B\left({\frac {m^{2}}{m^{2}-n^{2}}}\right)=B\left({\frac {m^{2}}{m^{2}-2^{2}}}\right)}
gdje je:
{\displaystyle \lambda } - valna duljina
B - konstanta s vrijednošću 3,6456×10-7 m ili 364,56 nm.
n - je jednak 2
m - - cijeli broj za koji vrijedi  m > n.
1888. Johannes Rydberg je iskoristio Balmerovu formula da izračuna sve spektralne linije za atom vodika, tako da je Balmerova formula specijalni slučaj Rydbergove formule:
{\displaystyle {\frac {1}{\lambda }}={\frac {4}{B}}\left({\frac {1}{2^{2}}}-{\frac {1}{n^{2}}}\right)=R_{\mathrm {H} }\left({\frac {1}{2^{2}}}-{\frac {1}{n^{2}}}\right)\quad \mathrm {for~} n=3,4,5,...}
gdje je: λ - valna duljina apsorbiranog i emitiranog svjetla, RH – Rydbergova konstanta za vodik. Rydbergova konstanta iznosi 4 / B iz Balmerove formule i ona iznosi 10 973 731,57 meter−1.

## Uloga u astronomiji
Balmerova serija je vrlo korisna u astronomiji, jer se Balmerove linije pojavljuju u brojnim svemirskim objektima, koji imaju vodik u sebi. Spektralna klasa zvijezda, koja se prije svega zasniva na površinskim temperaturama, zasniva se na intenzitetu spektralnih linija, a Balmerova serija je za to vrlo važna. 
Kako Balmerovu seriju vidimo u mnogim svemirskim objektima, često se koristi za proračun brzine kretanja tog objekta, na osnovu Dopplerovog efekta na Balmerove linije. To se često koristi za otkrivanje dvojnih zvijezda, ekstrasolarnih planeta, kao i neutronskih zvijezda i crnih rupa. Koristi se i za galaktičke skupove i zvjezdanu prašinu poslije sudara, da bi se odredila udaljenost galaksija i kvazara, na osnovu crvenog pomaka. 
U zvijezdama, Balmerove linije se vide uglavnom kao apsorpcione linije, pogotovo zvijezde koje imaju površinsku temperaturu oko 10 000 K (spektralna klasa A). Kod spiralnih i nepravilnih galaksija, aktivnih galaktičkih jezgri, H II područja i planetarnih maglica, Balmerove serije su uglavnom emisione linije. 
Kod zvjezdanih spektara, Balmerova linija H-epsilon (prijelaz 7-2, 397,0 nm), se često miješa s drugom spektralnom linijom, koju stvara ionizirajući kalcij, astronomima poznata kao linija “H” (početna oznaka Fraunhoferovih linija ), koja ima valnu duljinu 396,847 nm. H-zeta Balmerova linija (prijelaz 8-2) se miješa s helijevim linijama, koje se vide kod vrućih zvijezdi. 